# Rubens Farias Jr.
Rubens Farias Jr. (São Paulo, 14 de fevereiro de 1954), mais conhecido por "receber" um espírito que se denomina Dr. Fritz, é um engenheiro eletrônico e médium brasileiro. Foi acusado de prática ilegal da Medicina.

## Doutrina
De origem religiosa católica, tendo posteriormente seguido os ensinamentos antroposóficos de Rudolph Steiner e a teosofia de Madame Blavatsky, atualmente Rubens Farias Jr. professa que quem fica doente é o corpo astral, e que, em consequência, o corpo físico será curado através da energia espiritual.

## Mediunidade e acusações
Rubens afirmou incorporar o Espírito conhecido como Dr. Fritz desde 1984, porém apenas a partir de 1990, quando a sua filha Beatriz passou por problemas de saúde, é que passou a dedicar sua vida à mediunidade.
O fenômeno chamou a atenção popular em meados da década de 1990, fazendo com que além do Rio de Janeiro, onde centenas de pacientes acorriam nos finais de semana ao bairro carioca de Bonsucesso, o médium também passasse a atender em São Paulo. Entre os seus pacientes famosos estariam, entre outros, o ex-presidente da República João Figueiredo (atendido em 15 de julho de 1997), o carnavalesco Joãosinho Trinta, o treinador de futebol Telê Santana, a cantora Alcione e o ex-ministro da Cultura Antônio Houaiss. Rubens afirmou também ter operado o ator estadunidense Christopher Reeve (o Super-Homem do cinema), que ficou tetraplégico ao cair de um cavalo.
As acusações formuladas contra o médium foram das mais graves: charlatanismo, exercício ilegal da Medicina, enriquecimento ilícito, lavagem de dinheiro, sonegação de impostos, homicídio doloso, lesões corporais e omissão de socorro.
Os problemas do médium agravaram-se a partir do desentendimento com sua esposa, Rita de Cássia Costa, de quem o médium se separou. De acordo com a versão de Rita, o motivo foi o comportamento adúltero de Rubens. Segundo a versão dele, as acusações seriam por conta da fúria de Rita por não mais ter acesso ao dinheiro que arrecadava com a sua atividade, no galpão da antiga fábrica do Curtume Carioca, no bairro da Penha, no Rio de Janeiro.
Por consulta, que podia demorar apenas trinta segundos, cada pessoa pagava R$ 20,00 (vinte Reais), além do aluguel de cadeiras para sentar-se na fila de espera (que se iniciava de madrugada e podia se estender até após a meia-noite) e de taxa de estacionamento dos carros. Rubens afirmara ainda que Rita e seu irmão cobravam pelas cirurgias realizadas e faziam esquemas com as senhas distribuídas aos pacientes.
Em meio à disputa conjugal surgiram novas acusações, como a história da morte de pessoas atendidas por ele (como a da menina paulista Vanessa de Biafi, portadora de leucemia, a cujos pais Rubens teria dito para que a menina parasse de fazer o tratamento médico adequado no Hospital das Clínicas e que apenas participasse das cirurgias que ele fazia sendo que, após um ano de tratamento espiritual, a menina veio a falecer em agosto de 1998), da sonegação de impostos e do envolvimento com pessoas ligadas ao tráfico de drogas, além de todas as outras já citadas.
À época, o médium estava proibido de deixar o país, por ordem do juiz Alcides Martins Ribeiro Filho, da 41.ª Vara Federal. Estavam envolvidos na investigação a Polícia Federal, a Polícia Civil, a Secretaria de Saúde do Estado do Rio de Janeiro e o Conselho Regional de Medicina do Estado do Rio de Janeiro. Segundo a imprensa, o médium tentou o suicídio, utilizando-se do medicamento Isordil.
Faria Jr. também era acusado de ter se apropriado de forma ilícita do patrimônio de alguns dos pacientes, como forma de pagamento pelas consultas. O advogado de Faria Jr., Felipe Amodeo, entre outras coisas, dizia que "não há nada que dê suporte às acusações contra Rubens".
Em 2000 fez a primeira visita aos Estados Unidos
Em 10 de dezembro de 2003 foi absolvido da acusação da prática de curandeirismo (art. 284, parágrafo único do CP) e estelionato (art. 171, CP) pela Juíza da 19.ª Vara Criminal do Rio de Janeiro por inexistência de crime (art. 386, inc. III, do CPP)..
Em 2009 foi condenado no Rio de Janeiro a pagar R$ 25 mil por danos morais ao serralheiro Guilherme Moreira, depois de uma cirurgia espiritual malsucedida ocorrida em novembro de 1996. Os desembargadores negaram recurso do médium e mantiveram a sentença de primeira instância. Pela decisão, além da indenização, Guilherme receberá também 70% do salário mínimo a título de pensão.

## Técnica
Farias descreveu o Dr. Fritz como um homem forte, alto, de cabelos penteados para trás, barba ruiva, e que usa óculos. Nesta fase, o Dr. Fritz apresentou-se com um trato mais dócil, com foco na cura da matriz do corpo astral para que se pudesse processar a cura do corpo físico.
Todos os pacientes eram orientados genericamente a manter silêncio e a confiar em Deus. Em muitos eram aplicadas injeções de uma substância,  em cuja composição entravam álcool, tintura de iodo e terebentina. Do mesmo modo que com Zé Arigó, facas, tesouras, e agulhas hipodérmicas cegas também eram utilizadas rotineiramente.
Dr. Fritz também previu que Farias teria uma morte violenta, assim como previu para os outros médiuns que o incorporaram, e que ele seria assassinado por tiros no ano 2000, ou mesmo antes.